# Conrad VII de Soest
Ne doit pas être confondu avec le peintre Conrad von Soest
Conrad VII de Soest (né vers 1370 à Soest, mort le 18 mai 1437 à Ratisbonne) est le quarantième évêque de Ratisbonne et prince-évêque de la principauté épiscopale de Ratisbonne de 1421 à sa mort.

## Biographie
Konrad vient initialement de l'archidiocèse de Cologne. Il étudie à l'université de Heidelberg, obtient un doctorat en théologie et est recteur de l'école. Contrairement à d'autres écrits, Josef Staber (de) déclare que Konrad VII a Süss près d'Amberg comme lieu d'origine et le décrit comme un ancien évêque auxiliaire d'Amberg.
En 1409, Conrad fait partie de l'ambassade du roi Robert à Pise. En tant que théologien respecté, on le trouve dans l'entourage du pape Grégoire XII, il travaille comme son légat en Allemagne et est au concile de Constance et au concile de Bâle et participe comme l'un des six membres du Conseil de la Nation germanique à l'élection du pape Martin V.
Après la mort de l'évêque de Ratisbonne Jean II de Streitberg, a lieu une élection inhabituellement désordonnée d'un successeur. Au total, trois candidats, dont Johann Sumpringer, se présentent pour l'évêché. Alors que l'élection tourne d'abord en faveur d'Erhard Sattelboger (de), des personnes du chapitre cathédral interviennent directement auprès du pape et présentent à tort Johann comme borgne et boiteux. Le pape Martin V nomme Conrad de Soest sans tarder.
En tant qu'évêque de Ratisbonne, il tient des synodes diocésains régulièrement.
Sous son épiscopat, on relance la construction de la cathédrale, on achève le deuxième étage du clocher au nord, les cloches sont installées en 1436.
Les hussites continuent à pénétrer dans le diocèse. Dans la même année, en 1433, une armée d'alliés allemands a des victoires contre les hussites comme La bataille d'Hiltersried (de) et des défaites comme la perte du château de Wörth an der Donau (de). Les négociations en parallèle dans lesquelles l'évêque s'implique ne facilitent pas la situation.
Il est un contemporain du chroniqueur Andreas (de).